# Station Stockton
Stockton is een spoorwegstation van National Rail in Stockton-on-Tees, Stockton-on-Tees in Engeland. Het station is eigendom van Network Rail en wordt beheerd door Northern Rail. Het station is geopend in 1893.